# Nicholas Hoag
Nicolas Hoag (ur. 19 sierpnia 1992 w Sherbrooke) – kanadyjski siatkarz, reprezentant kraju, grający na pozycji przyjmującego. 

## Życie prywatne
Jego ojciec Glenn Hoag był trenerem Reprezentacji Kanady i tureckiego klubu Arkas Spor Izmir. Również jego brat Christopher jest siatkarzem. Jego żoną jest amerykańska siatkarka Lauren Carlini.

## Sukcesy klubowe
Puchar Francji:
- 2014, 2015

Liga francuska:
- 2014, 2015, 2016

Superpuchar Francji:
- 2014

Puchar Włoch:
- 2019

Liga włoska:
- 2019

Superpuchar Turcji:
- 2020

Liga turecka:
- 2021

Puchar Turcji:
- 2022[3]

## Sukcesy reprezentacyjne
Mistrzostwa Ameryki Północnej, Środkowej i Karaibów Juniorów:
- 2010

Puchar Panamerykański Juniorów:
- 2011

Igrzyska Panamerykańskie:
- 2015

Mistrzostwa Ameryki Północnej, Środkowej i Karaibów:
- 2015
- 2023[4]
- 2017, 2019

Liga Światowa:
- 2017

## Nagrody indywidualne
- 2010: MVP Mistrzostw Ameryki Północnej, Środkowej i Karaibów Juniorów
- 2011: Najlepszy atakujący Pucharu Panamerykańskiego Juniorów
- 2015: MVP i najlepszy zagrywający Mistrzostw Ameryki Północnej, Środkowej i Karaibów